# Presentacion
Presentacion (Bayan ng Presentacion) är en kommun i Filippinerna. Kommunen ligger på ön Luzon, och tillhör provinsen Camarines Sur. Folkmängden uppgår till 20 996 invånare år 2015.

## Barangayer
Presentacion är indelat i 18 barangayer.
| - Ayugao - Bagong Sirang - Baliguian - Bantugan - Bicalen - Bitaogan - Buena Vista - Bulalacao - Cagnipa | - Lagha - Lidong - Liwaksa - Maangas - Pagsangaan - Patrocino - Pili - Sta. Maria - Tanauan |